# Tomáš Polách
Tomáš Polách (Slavičín, 16 gennaio 1977) è un ex calciatore ceco, di ruolo centrocampista.

## Carriera

### Club

#### Zbrojovka Brno
Fa il suo ultimo gol con lo Zbrojovka Brno il 24 ottobre 2010 nella vittoria casalinga per 7-0 contro lo Slovácko.
Fa la sua ultima partita con lo Zbrojovka Brno il 22 novembre 2010 nella sconfitta casalinga per 0-2 contro il Baník Ostrava.

#### Dubnica
Debutta con il Dubnica il 26 febbraio 2011 nel pareggio casalingo per 0-0 contro il Košice.
Segna il suo primo gol con il Dubnica il 12 marzo 2011 nel pareggio casalingo per 1-1 contro lo Slovan Bratislava.
Segna il suo ultimo gol la settimana successiva, 19 marzo 2011, nel pareggio fuori casa per 1-1 contro il Nitra.
La sua ultima presenza con il Dubnica risale al 25 maggio 2011 nella vittoria casalinga per 2-0 contro il Dukla Banská.

#### Tescoma Zlin
Debutta con il Tescoma Zlín il 6 agosto 2011 nella vittoria casalinga per 2-0 contro il Třinec.
Fa il suo primo gol al Tescoma il 10 settembre 2011 nella vittoria per 2-0 contro l'Opava dove apre le danze al 24' minuto.